# Friedrich von Pechlin
H.E. Friedrich Christian Ferdinand rigsfriherre von Pechlin (von Löwenbach) (22. januar 1789 i Faaborg – 28. oktober 1863 på Dragsholm Slot) var en dansk diplomat, bror til Louise Augusta von Zytphen.

## Baggrund
Han var ældste søn af baron Nicolaus Otto von Pechlin (død 1807) og Christiane Sophia Pollyxena Henriette f. von Löwenstern (død 1795). Han fødtes 1789, medens faderen var amtmand i Nordborg Amt, hvorved familien kom i nær forbindelse med det augustenborgske hus. Senere forflyttedes faderen til Segeberg Amt og blev administrator for grevskabet Rantzau, hvor sønnen voksede op med den yngre generation af det holstenske ridderskab. Efter at have gået i skole i Plön blev han student fra gymnasiet i Altona, studerede i Heidelberg, tog eksamen ved overretten i Slesvig og tog derpå til København med anbefaling til kongen fra hertuginden og til Johan Sigismund von Møsting fra hertugen af Augustenborg. Han blev kammerjunker, og Møsting lovede ham ansættelse i Tyske Kancelli som auskultant. Men da det viste sig, at "Nøjagtighed og Ordholdenhed vare fremmede for Møstings Karakter", gik Pechlin til kongen og klagede over Møsting. Kongen morede sig meget over denne dristighed, men det hjalp, han blev auskultant, og 1815 udnævntes han til legationssekretær i Frankfurt hos grev Friedrich von Eyben. Her viste han sig så dygtig, at da ministerkonferencerne om schlussacten åbnedes i Wien 1820, sendtes han som hjælpesekretær til grev Joachim Bernstorff. Medens han var i Frankfurt, forhandledes også det dahlmannske andragende, der afvistes ved beslutningen 27. november 1823, ved hvilken lejlighed Preussen nægtede forbundets kompetence til at beskæftige sig med Slesvig. Men Pechlin havde nu fået nok af "at kopiere og dechiffrere" og opnåede ansættelse som 5. deputeret i Tyske Kancelli, hvorhos han blev medlem af kommissionen til udførelsen af forbundsaktens art. 12 og 13 i Holsten. Da så Eyben et par år efter døde, udnævntes han 19. november 1825 til forbundsdagsgesandt.

## Dansk gesandt i Frankfurt
I mere end 22 år repræsenterede Pechlin Danmark i Frankfurt. Hans kendskab til alle tyske sager og hans dygtighed sikrede ham en betydelig stilling mellem hans kolleger, og han var stadig medlem af de vigtigere udvalg og valgtes ofte til referent. Han hørte nærmest til den østrigske side, og fyrst Metternich satte stor pris på ham. Derimod så Preussen en fjende i ham, fordi han som referent i et spørgsmål om Kurhessens tiltrædelse til toldforeningen havde fået forsamlingen til at henvise sagen mod Preussens vilje til Austrägal-instansen. Det blev vel ved beslutningen, men i Berlin glemte man ham det ikke, og da i 1834 nye ministerkonferencer åbnedes i Wien, og han af regeringen var udset til at tiltræde disse, protesterede Preussen mod dette valg, og grev Heinrich Anna Reventlow-Criminil sendtes da i stedet.
Med forstående opmærksomhed havde han fulgt den stigende misfornøjelse i Tyskland, og det skyldtes væsentlig hans personlige mod og aktive indgriben, at de 1833 i Frankfurt udbrudte uroligheder ikke antog farligere dimensioner. Allerede i oktober 1831 havde han til præsidialgesandten indgivet en memoire om "forbundsdagens impotens". Da han senere traf sammen med Metternich i Carlsbad, forestillede han fyrsten, at det ikke kunne blive ved, som det gik, uden at det til sidst måtte ende med forskrækkelse, men han fik kun det overlegne svar, at "fra det rolige Østrig så forholdene ved Rhinen og Mainz slet ikke så farlige ud, man skulle kun have tålmodighed". I den anledning skrev Pechlin hjem: "pour vouloir conserver et rien que conserver, on risque de perdre dans une journée tout le fruit de ses labeurs". Med samme frimodighed udtalte han sig til Ernst August 1. af Hannover, til hvem han var sendt i 1838 for at lykønske til tronbestigelsen. Da kongen nemlig spurgte ham om, hvad han mente om den bekendte forfatningsophævelse af 1. november 1837, svarede han, at han anså den for uberettiget.

## Rolle i det slesvigske spørgsmål
Da han 1840 var til stede ved kroningen, forlangte Christian VIII hans betænkning om oprettelsen af stænderkomiteer og om et statsråd efter preussisk mønster. I en memoire af november samme år frarådede han de første, men anbefalede det sidste. I 1846 kaldtes han til København for at indtræde i kommissionen om arvefølgen. Med stor styrke hævdede han i denne, at Slesvig 1721 var inkorporeret i kronen under Kongelovens arvefølge, ligesom han også tilrådede udstedelsen af det åbne brev. Det kom i denne anledning så vidt imellem ham og udenrigsministeren, at denne 2 gange tilrådede kongen at overdrage udenrigsporteføljen til Pechlin. Derimod fandt denne ingen betænkelighed ved, at forbindelsen mellem hertugdømmerne bevaredes som historisk berettiget og af praktiske grunde. martsbegivenhederne vare et hårdt slag for ham. Han brød vel uden betænkning al forbindelse med Augustenborg og sine slesvig-holstenske venner, men han misbilligede, at Slesvig skiltes fra Holsten, og at det skulle konstitutionelt forbindes med kongeriget. Han udtalte sin misbilligelse uforbeholdent til regeringen, og hans erklæring i Forbundsdagen 2. april 1848 bar præg deraf; en passus deri kunde endog synes at bestyrke, at kongen ikke havde været fri i sine beslutninger, hvad der pådrog ham en skarp tilrettevisning hjemmefra, og som han derfor måtte rette ved en skrivelse til præsidialgesandten af 28. april. 12. april udtrådte han af forbundsforsamlingen og sendtes derefter til London for at bistå gesandten grev Frederik Ditlev Reventlow, og hjemkommen i juni til København stilledes han til udenrigsministerens disposition efter at have afslået overtagelsen af Ministeriet for Holsten. I de følgende år brugtes han til ekstraordinære missioner. Således sendtes han i marts 1849 til Østrig, efter undertegningen af præliminærartiklerne af 10. juli installerede han som dansk kommissær lokalforvaltningen i Flensborg, og i august afrejste han til Berlin for at forhandle om freden. Med sin sædvanlige dygtighed bragte han det mest mulige ud af situationen, og hans medkommissær A.W. Scheel skriver om ham: "Pechlin er aktiv og paapassende, taler vor Sag med Varme og Værdighed, og da han forud allerede nyder megen Anseelse, gjøre hans Forestillinger Indtryk." Efter fredens undertegning 2. juli 1850 tilbødes ham anden gang det holstenske ministerium, som han atter afslog. Under sit ophold i Berlin havde han overbevist sig om, at arvestorhertug Peter af Oldenburg, der af Rusland var bragt i forslag til tronfølgen i det danske monarki, nærede afgjort slesvig-holstenske anskuelser, og da han samme efterår i Teplitz traf sammen med grev Karl Robert von Nesselrode, fik han denne til at gå ind på, at den russiske regering skulle overføre på prins Christian af Glücksborg det løfte, der var givet om, at Rusland ville afstå fra sine eventuelle fordringer på visse dele af Holsten, når hertugen besteg den danske trone. I april 1851 sendtes Pechlin derpå til Sankt Petersborg og fik kejserens samtykke til denne substitution, der definitivt blev fastslået ved Warschauer-protokollen 5. juni 1851.

## Sidste år og sindssygdom
Da det bluhmeske ministerium dannedes i januar 1852, tilbødes Pechlin Ministeriet for Slesvig, som han erklærede sig villig til at modtage, men desuagtet blev grev Carl Moltke ham foretrukken. Han søgte da guvernørposten i Lauenburg og udnævntes dertil 18. marts 1852. I denne stilling forblev han i 4 år og modtog kongen, da denne i 1855, ledsaget af Grevinde Danner, besøgte Lauenburg. Ved denne lejlighed ville kongen give Pechlin Elefantordenen. Men ved dineren udbragte Pechlin alene kongens skål, og da kongen lod ham vide, at han havde at udbringe grevindens, gjorde Pechlin det med de ord: "efter hs. Maj.s Ordre har jeg den Ære" osv., hvorefter det ikke blev til noget med Elefanten. I 1856 begærede Pechlin afsked, fordi minister L.N. Scheele ikke støttede ham lige over for de lokale embedsmænd, med hvem han lå i strid. Allerede i 1851 havde der vist sig betænkelige tegn til sindslidelse og dyb melankoli hos ham, og i foråret 1857 måtte han underkaste sig behandling på en sindssygeanstalt nær Aachen. Senere opholdt han sig i længere tid hos en præst i nærheden af Nürnberg, lidende af religiøs eksaltation og hallucinationer. Til sidst bosatte han sig i Plön, men døde 28. oktober 1863 på et besøg på Dragsholm hos sin søstersøn baron Georg Frederik Otto Zytphen-Adeler. 

## Vurdering
Pechlin var en mand med betydelige evner og mange, også litterære, interesser; han vandt således ikke ringe anseelse i Tyskland som digter. Men tidsomstændighederne og hans personlige egenskaber stillede ham i konflikter, som han ikke magtede. Hans loyalitet tillod ham ikke at gå på akkord med slesvig-holstenske planer og preussiske kombinationer, men han måtte føle sig fremmed i Danmark, thi ved oprindelse, opdragelse, forbindelser og åndsretning var han tysker, og hans rette fædreland var Tyskland. Som de fleste dannede tyskere på den tid var han konstitutionel, men de danske demokratiske institutioner og udviklingen i Danmark stødte hans aristokratiske principper og tilbøjeligheder; således kunne han, der var en ivrig jæger, fx aldrig tilgive Rigsdagen, at endog på den kongelige vildtbane fik grundejerne adgang til at erhverve jagtret på deres jorder. Han var meget religiøs, men i stedet for at finde ro i religionen fordybede han sig i spekulationer, han ikke kunne føre til ende, og hans levende fantasi udfyldte, hvad han ikke kunne fatte. Han havde endelig fuld bevidsthed om sin dygtighed som diplomat og satte pris på, at hans tjenester anerkendtes; og vel var han tidlig blevet både gehejmekonferensråd og ekscellence (1841) og storkors (1834), men at han ikke blev minister og fik Elefanten, var ham vistnok en bitter skuffelse. Alle disse omstændigheder bidrog hver for sig til, at et liv, der var begyndt så lyst, i de sidste 15 år stadig blev mørkere, og at hans tidligere så virksomme og klare ånd sank ned i en melankoli, som selv hans lykkelige ægteskab ikke kunne sprede.
Hans hustru, Adelheid Henriette Louise Caroline f. komtesse von Eyben (1808-1882), der var datter af hans tidligere chef, og hvem han ægtede 1827, overlevede ham og døde i København i 1882 efter at have fungeret som hofmesterinde hos arveprinsesse Caroline 1875-81. De havde ingen børn.